# Håll ut (sång)
"Håll ut" är en sång av Tomas Ledin och Lasse Andersson från 2009. Den finns med på Ledins tjugonde studioalbum 500 dagar om året (2009) men gavs också ut som nedladdningsbar singel samma år.
Singeln nådde 42:a plats på den svenska singellistan. Den kvalade till Svensktoppen 2009, men tog sig inte in på listan.

## Låtlista
1. "Håll ut" – 4:05

## Listplaceringar
| Lista (2009) | Topplacering |
| ------------ | ------------ |
| Sverige      | 42           |

### Fotnoter
1. ↑  ”Tomas Ledin”. Svensk mediedatabas. http://smdb.kb.se/catalog/search?q=Tomas+Ledin&x=0&y=0. Läst 18 januari 2013.
2. ↑  ”Håll ut”. Discogs.com. http://www.discogs.com/Tomas-Ledin-H%C3%A5ll-Ut/release/3988239. Läst 18 januari 2013.
3. 1 2  Placering på den svenska singellistan
4. ↑  ”Svensktoppen 2009”. Sveriges Radio. http://sverigesradio.se/sida/topplista.aspx?programid=2023&date=2009-02-15. Läst 18 januari 2013.